# María Antonia
María Antonia és una pel·lícula cubana dirigida el 1990 per Sergio Giral i protagonitzada per Alina Rodríguez en un de les seves interpretacions més destacades. Fou nominada al Goya a la millor pel·lícula estrangera de parla hispana en els V Premis Goya.

## Argument
Al suburbis de l'Havana en la dècada del 1950 hi arriben María Antonia i Madrina demanant ajuda als déus. Es tracta d'una prostituta enamorada d'un boxador que ha estat empresonada per possessió de droga. Com que renega de lliurar-se a la seva deessa protectora i es condemna.

## Repartiment
- Alina Rodríguez... María Antonia
- Alexis Valdés... Julián
- Roberto Perdomo
- José Antonio Rodríguez ... Babalawo
- Assenech Rodriguez ... Madrina
- Elena Huerta ... Cumachela